# Molvány, Baranya
Molvány este un sat în districtul Szigetvár, județul Baranya, Ungaria, având o populație de 197 de locuitori (2011). 

## Demografie
Componența etnică a satului Molvány
     Maghiari (100%)
Componența confesională a satului Molvány
     Reformați (31,47%)
     Fără religie (8,12%)
     Necunoscută (60,41%)
Conform recensământului din 2011, satul Molvány avea 197 de locuitori. Din punct de vedere etnic, majoritatea locuitorilor (100,0%) erau maghiari. Nu există o religie majoritară, locuitorii fiind reformați (31,47%) și persoane fără religie (8,12%). Pentru 60,41% din locuitori nu este cunoscută apartenența confesională.